# Pallanuoto ai Giochi della XXX Olimpiade
La pallanuoto è stata rappresentata ai Giochi della XXX Olimpiade da due eventi: il torneo maschile, giunto alla 26ª edizione, e il torneo femminile, giunto alla 4ª. I tornei olimpici si sono svolti complessivamente tra il 29 luglio ed il 12 agosto 2012, ospitati dall'impianto sportivo della Water Polo Arena, situata in prossimità del London Aquatics Centre. Hanno preso parte ai tornei 12 formazioni maschili e 8 femminili, che si sono affrontate secondo una formula nuova rispetto a quella utilizzata a Pechino 2008 e che prevedeva una fase a gironi e una fase ad eliminazione diretta.

## Calendario
| Uomini | 1°T |     | 1°T |     | 1°T |     | 1°T |    | 1°T |    | Q. |        | SF |  | Finale | 1 |
| Donne  |     | 1°T |     | 1°T |     | 1°T |     | Q. |     | SF |    | Finale |    |  |        | 1 |
| Totale |     |     |     |     |     |     |     |    |     |    |    | 1      |    |  | 1      | 2 |

|  | Gironi preliminari |  | Quarti |  | Semifinali |  | Finali |

## Sede di gara

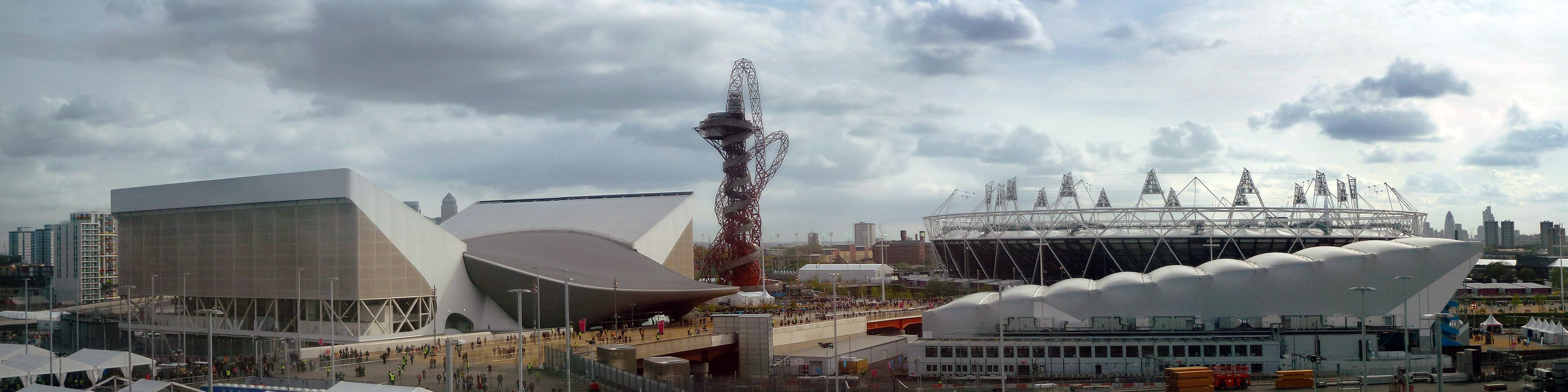
La Water Polo Arena, sulla destra davanti allo Stadio Olimpico con, a sinistra, il London Aquatics Centre

Come avvenuto a Pechino 2008, tutte le gare del torneo olimpico si sono disputate in un unico impianto, la Water Polo Arena. L'impianto è ubicato all'interno dell'Olympic Park, nei pressi del London Aquatics Centre e dello Stadio Olimpico di Londra.
La struttura, dotata di una piscina per le competizioni di 37 metri di lunghezza con 5000 posti a sedere e di una vasca di riscaldamento, è stata costruita esclusivamente per ospitare il torneo e verrà demolita alla fine dei Giochi.

## Squadre partecipanti

### Torneo maschile
| Area                        | Evento                      | Posti | Date                 | Sede        | Qualificate                      |
| --------------------------- | --------------------------- | ----- | -------------------- | ----------- | -------------------------------- |
| FINA World League 2011      | FINA World League 2011      | 1     | 21 - 26 giugno 2011  | Firenze     | Serbia                           |
| Campionati mondiali 2011    | Campionati mondiali 2011    | 3     | 18 - 30 luglio 2011  | Shanghai    | Italia Croazia Ungheria          |
| Europa /Paese organizzatore | Europa /Paese organizzatore | 1     | -                    | -           | Gran Bretagna                    |
| Americhe                    | Giochi panamericani 2011    | 1     | 23 - 29 ottobre 2011 | Guadalajara | Stati Uniti                      |
| Asia                        | Preolimpico asiatico        | 1     | 23 - 29 gennaio 2012 | Chiba       | Kazakistan                       |
| Africa                      | -                           | 0     | -                    | -           | -                                |
| Oceania                     | -                           | 1     | -                    | -           | Australia                        |
| Preolimpico mondiale        | Preolimpico mondiale        | 4     | 1º - 8 aprile 2012   | Edmonton    | Montenegro Spagna Grecia Romania |

### Torneo femminile
| Area                        | Evento                      | Posti | Date                 | Sede        | Qualificate                   |
| --------------------------- | --------------------------- | ----- | -------------------- | ----------- | ----------------------------- |
| Europa /Paese organizzatore | Europa /Paese organizzatore | 1     | -                    | -           | Gran Bretagna                 |
| Americhe                    | Giochi panamericani 2011    | 1     | 23 - 29 ottobre 2011 | Guadalajara | Stati Uniti                   |
| Asia                        | Preolimpico asiatico        | 1     | 23 - 29 gennaio 2012 | Chiba       | Cina                          |
| Africa                      | -                           | 0     | -                    | -           | -                             |
| Oceania                     | -                           | 1     | -                    | -           | Australia                     |
| Preolimpico mondiale        | Preolimpico mondiale        | 4     | 15 - 22 aprile 2012  | Trieste     | Spagna Italia Russia Ungheria |

## Risultati in dettaglio

### Torneo maschile
|         | Pos. | Nazionale     | G | V | N | P | GF | GS | DR  |
| ------- | ---- | ------------- | - | - | - | - | -- | -- | --- |
| Oro     | 1    | Croazia       | 8 | 8 | 0 | 0 | 73 | 42 | +31 |
| Argento | 2    | Italia        | 8 | 5 | 1 | 2 | 66 | 60 | +6  |
| Bronzo  | 3    | Serbia        | 8 | 6 | 1 | 1 | 99 | 66 | +33 |
|         | 4    | Montenegro    | 8 | 4 | 1 | 3 | 81 | 69 | +12 |
|         | 5    | Ungheria      | 8 | 5 | 0 | 3 | 98 | 80 | +18 |
|         | 6    | Spagna        | 8 | 4 | 0 | 4 | 77 | 74 | +3  |
|         | 7    | Australia     | 8 | 3 | 0 | 5 | 67 | 74 | -7  |
|         | 8    | Stati Uniti   | 8 | 3 | 0 | 5 | 61 | 70 | -9  |
|         | 9    | Grecia        | 5 | 1 | 1 | 3 | 41 | 43 | -2  |
|         | 10   | Romania       | 5 | 1 | 0 | 4 | 48 | 55 | -7  |
|         | 11   | Kazakistan    | 5 | 0 | 0 | 5 | 24 | 53 | -29 |
|         | 12   | Gran Bretagna | 5 | 0 | 0 | 5 | 28 | 77 | -49 |

### Torneo femminile
|         | Pos. | Nazionale     | G | V | N | P | GF | GS | DR  |
| ------- | ---- | ------------- | - | - | - | - | -- | -- | --- |
| Oro     | 1    | Stati Uniti   | 6 | 5 | 1 | 0 | 58 | 48 | +10 |
| Argento | 2    | Spagna        | 6 | 4 | 1 | 1 | 57 | 50 | +7  |
| Bronzo  | 3    | Australia     | 6 | 5 | 0 | 1 | 75 | 65 | +10 |
|         | 4    | Ungheria      | 6 | 2 | 0 | 4 | 66 | 70 | -4  |
|         | 5    | Cina          | 6 | 2 | 0 | 4 | 68 | 70 | -2  |
|         | 6    | Russia        | 6 | 3 | 0 | 3 | 58 | 57 | +1  |
|         | 7    | Italia        | 6 | 2 | 0 | 4 | 49 | 52 | -3  |
|         | 8    | Gran Bretagna | 6 | 0 | 0 | 6 | 37 | 64 | -27 |

## Arbitri
Gli arbitri internazionali selezionati dalla FINA per i due tornei:
- Adrian Alexandrescu
- Alan Balfanbayev
- Anton Bervoets
- Sergio Borell
- Mario Brguljan
- Massimiliano Caputi
- Mihailo Ćirić
- Denis Danelon

- Marie-Claude Deslières
- Svetlana Dreval
- Daniel Flahive
- György Attila Juhász
- Radosław Koryzna
- Kazuiko Makita
- Boris Margeta
- German Moller

- Ni Shi Wei
- Guy Pinker
- Steven Rotsart
- Ulrich Spiegel
- Dragan Štampalija
- Georgios Stavridis
- Cory Williams

## Classifiche marcatori
Torneo maschile
- 22:  Andrija Prlainović
- 19:  Aleksandar Ivović
- 18:  Filip Filipović

 Norbert Madaras
- 16:  Péter Biros

 Felipe Perrone
- 15:  Miho Bošković

 Vanja Udovičić
- 14:  Albert Español

 Norbert Hosnyánszky
 Marc Minguell
 Boris Zloković
 Sandro Sukno
Torneo femminile
- 21:  Maggie Steffens
- 19:  Ma Huanhuan
- 18:  Tania Di Mario
- 15:  Anni Espar
- 12:  Dóra Antal

 Barbara Bujka
 Jennifer Pareja
 Ashley Southern
 Gabriella Szűcs
 Rowena Webster
 Nicola Zagame

## Podi
| Evento                          | Oro         | Argento | Bronzo    |
| Pallanuoto maschile (dettagli)  | Croazia     | Italia  | Serbia    |
| Pallanuoto femminile (dettagli) | Stati Uniti | Spagna  | Australia |

## Medagliere
| Posizione | Paese       |   |   |   | Totale |
| --------- | ----------- | - | - | - | ------ |
| 1         | Croazia     | 1 | 0 | 0 | 1      |
| 1         | Stati Uniti | 1 | 0 | 0 | 1      |
| 2         | Italia      | 0 | 1 | 0 | 1      |
| 2         | Spagna      | 0 | 1 | 0 | 1      |
| 3         | Serbia      | 0 | 0 | 1 | 1      |
| 3         | Australia   | 0 | 0 | 1 | 1      |
| Totale    | Totale      | 2 | 2 | 2 | 6      |